# 北京作家协会
北京作家协会，简称北京作协，是中华人民共和国北京市文学工作者组成的专业性人民团体，是中国作家协会的团体会员。其最高权力机构为北京作家协会代表大会。

## 历届主席
第一届
主席：阮章竞。
副主席：雷加、吴组缃、萧军、骆宾基、端木蕻良、张志民、管桦、王蒙。
第二届
主席：管桦。
副主席：刘绍棠、张洁（女）、林斤澜、赵金九、浩然、谢冕。
第三届
主席：浩然。
副主席：史铁生、张洁（女）、陈祖芬（女）、赵大年、赵金九、凌力（女）、谢冕。
第四届
名誉主席：浩然、张洁（女）。
名誉副主席：赵大年、谢冕。
主席：刘恒。
驻会副主席：李青（女）。
副主席：史铁生、陈祖芬（女）、刘庆邦、毕淑敏（女）、张承志、凌力（女）、曹文轩。
第五届
主席：刘恒。
驻会副主席：李青（女）。（注：2011年10月因工作调动不再担任驻会副主席，任副主席至届满）
副主席：刘庆邦、毕淑敏（女）、张承志、邹静之、徐坤（女）、曹文轩。（注：2013年4月五届三次理事会增补王升山为驻会副主席）
第六届
主席：刘恒
驻会副主席：乔叶（注：2019年5月因退休不再担任驻会副主席，任副主席至届满。驻会副主席职务由作家乔叶（原名李巧艳）担任。）
副主席：刘庆邦、邹静之、宁肯、陈晓明、格非、周晓枫（女）、孙郁、唐家三少、曹文轩。